# Ars Poetica (Baczyński)
Das Gedicht Ars Poetica von Krzysztof Kamil Baczyński wurde 1938 veröffentlicht und behandelt Qualen des künstlerischen Prozesses am Beispiel der Lyrik.
Das Gedicht besteht aus 12 Zeilen und behandelt auf freie Weise abwechselnd die Gefühle eines Dichters und das „Verhalten“ seines Werks.